# Anatole France (métro de Paris)
Pour les articles homonymes, voir France (homonymie).
Ne doit pas être confondu avec Anatole France (métro de Rennes).
Anatole France est une station de la ligne 3 du métro de Paris, située sur le territoire de la commune de Levallois-Perret.

## Situation
La station est située sous la rue Anatole-France à Levallois-Perret à l'intersection avec la rue Voltaire.

## Histoire
Cette station doit son nom à la rue Anatole-France (anciennement rue de Cormeille) que la ligne 3 dessert. Cette rue de Levallois-Perret rend hommage à François Anatole Thibault, dit Anatole France (1844-1924), écrivain français, académicien et prix Nobel de littérature en 1921.
Depuis juin 2017, la station bénéficie d'une rénovation ayant pour but de pallier les problèmes d'étanchéité, dont l'achèvement est prévu pour le 31 décembre 2018.

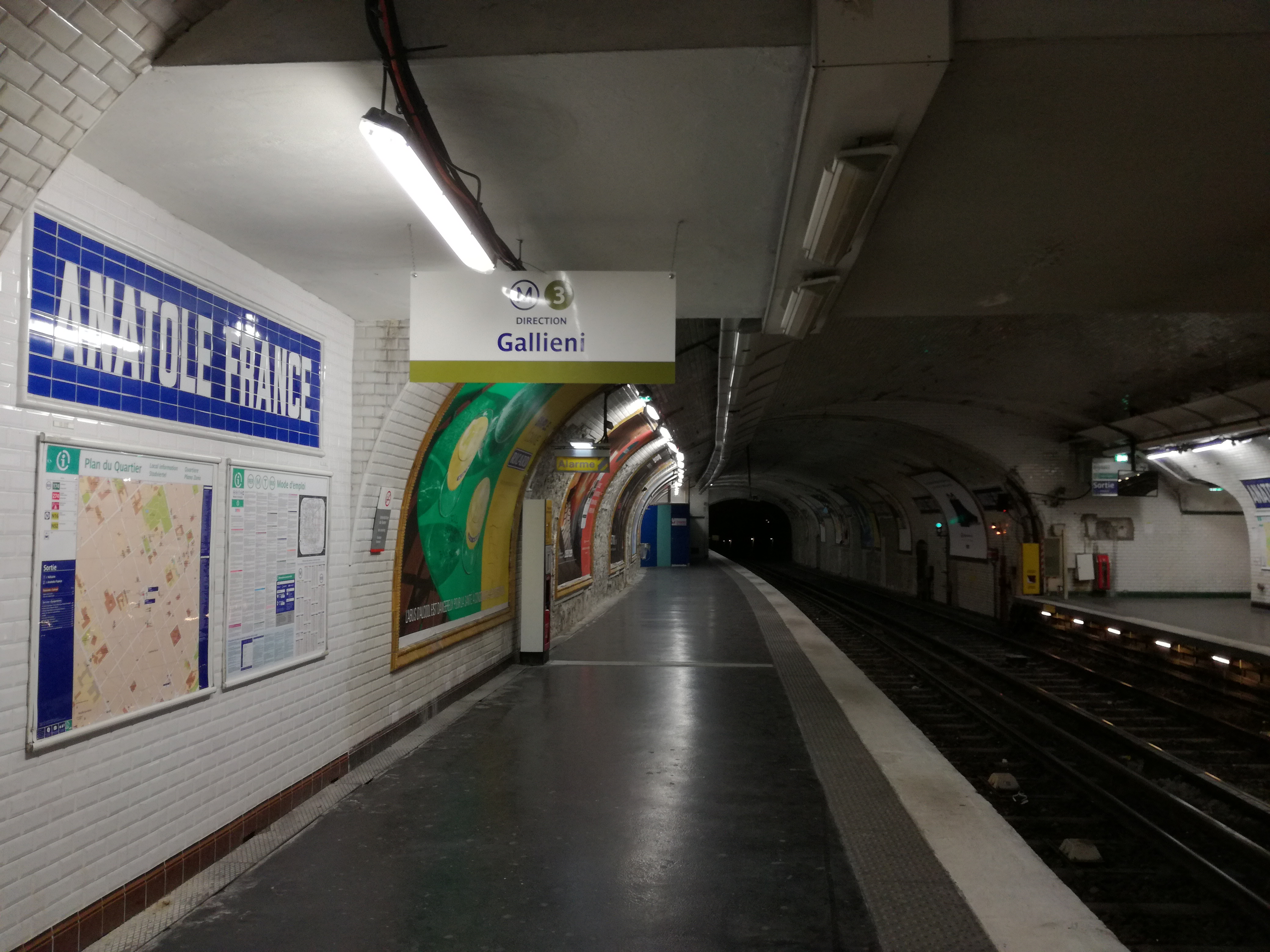
Début de rénovation de la station en juin 2017.
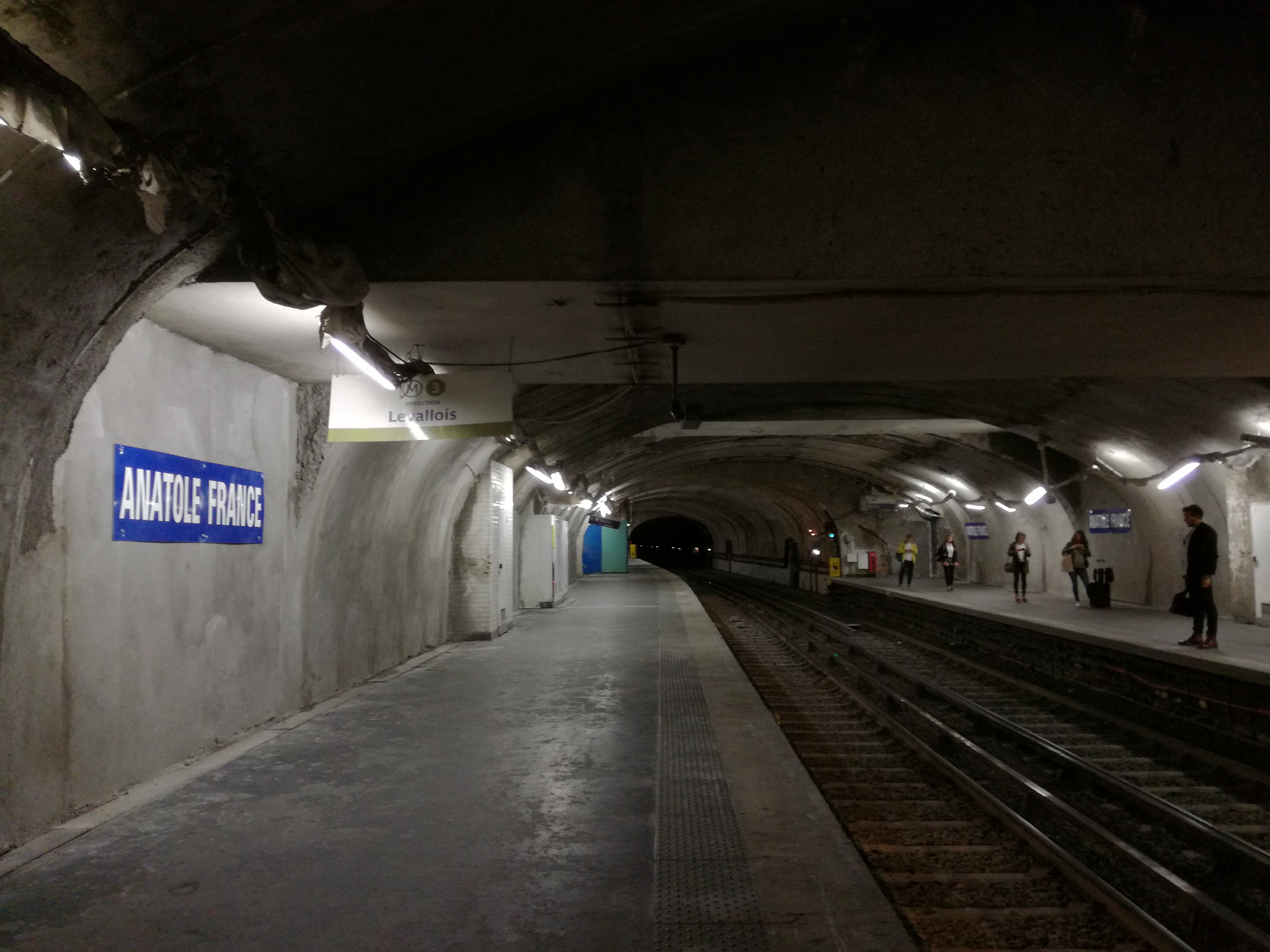
État de la station en juin 2018.

### Fréquentation
Nombre de voyageurs entrés à cette  station :
| Année                      | 2013      | 2014      | 2015      | 2016      | 2017      | 2018      | 2019      | 2020      | 2021      |
| -------------------------- | --------- | --------- | --------- | --------- | --------- | --------- | --------- | --------- | --------- |
| Nombre de voyageurs par an | 3 866 326 | 3 801 122 | 3 780 611 | 3 794 787 | 3 765 962 | 3 734 650 | 3 533 091 | 1 668 656 | 2 311 825 |
| Rang                       | 132e      | 131e      | 131e      | 133e      | 137e      | 140e      | 138e      | 154e      | 147e      |
| Nombre de stations         | 302       | 302       | 302       | 302       | 302       | 302       | 302       | 304       | 304       |

## Services aux voyageurs

### Accès
La station dispose de deux accès et d'un escalator, situés sur la place du Général-Leclerc.

Accès à la station
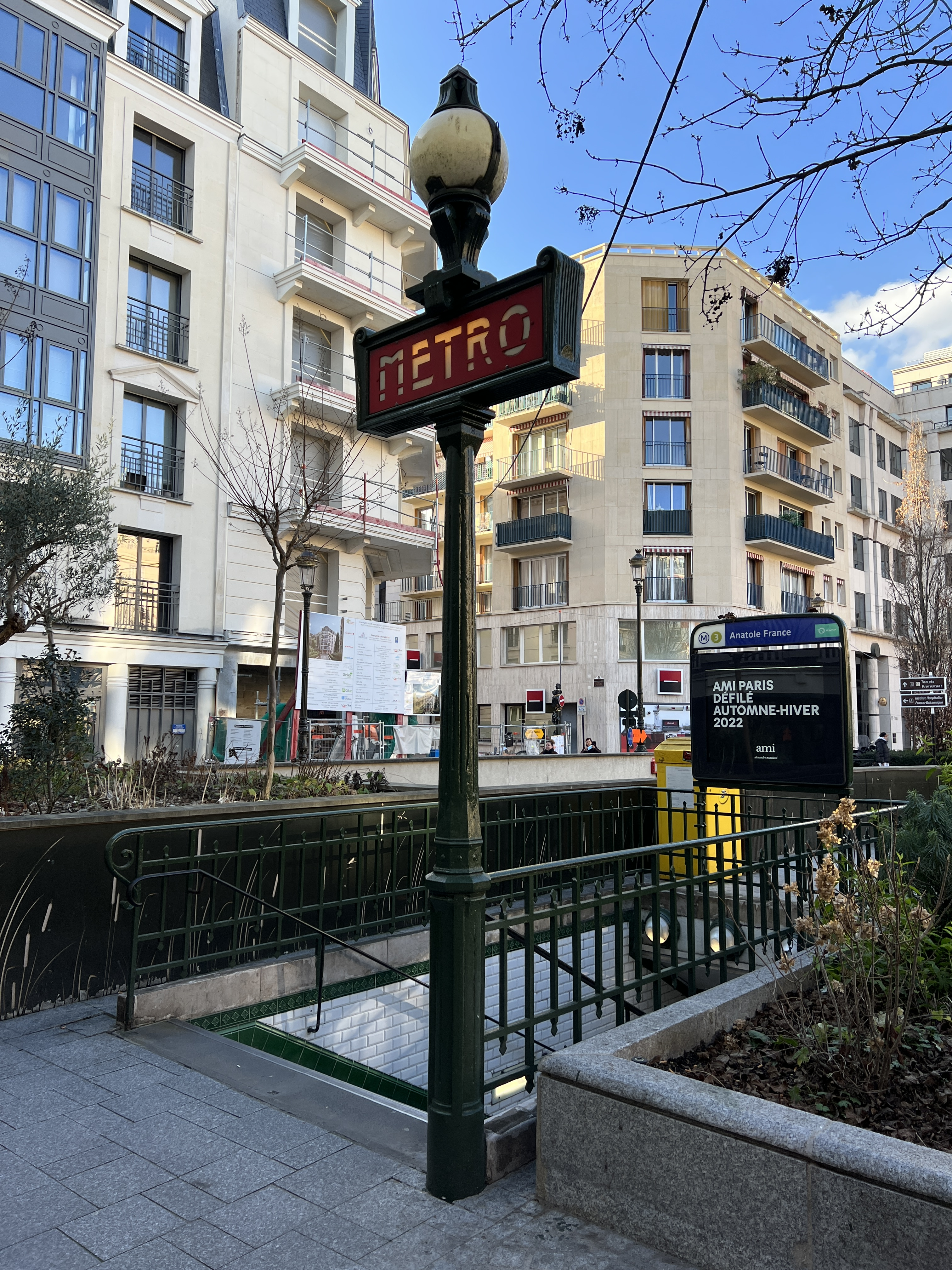
L'accès no 1 « Rue Voltaire ».
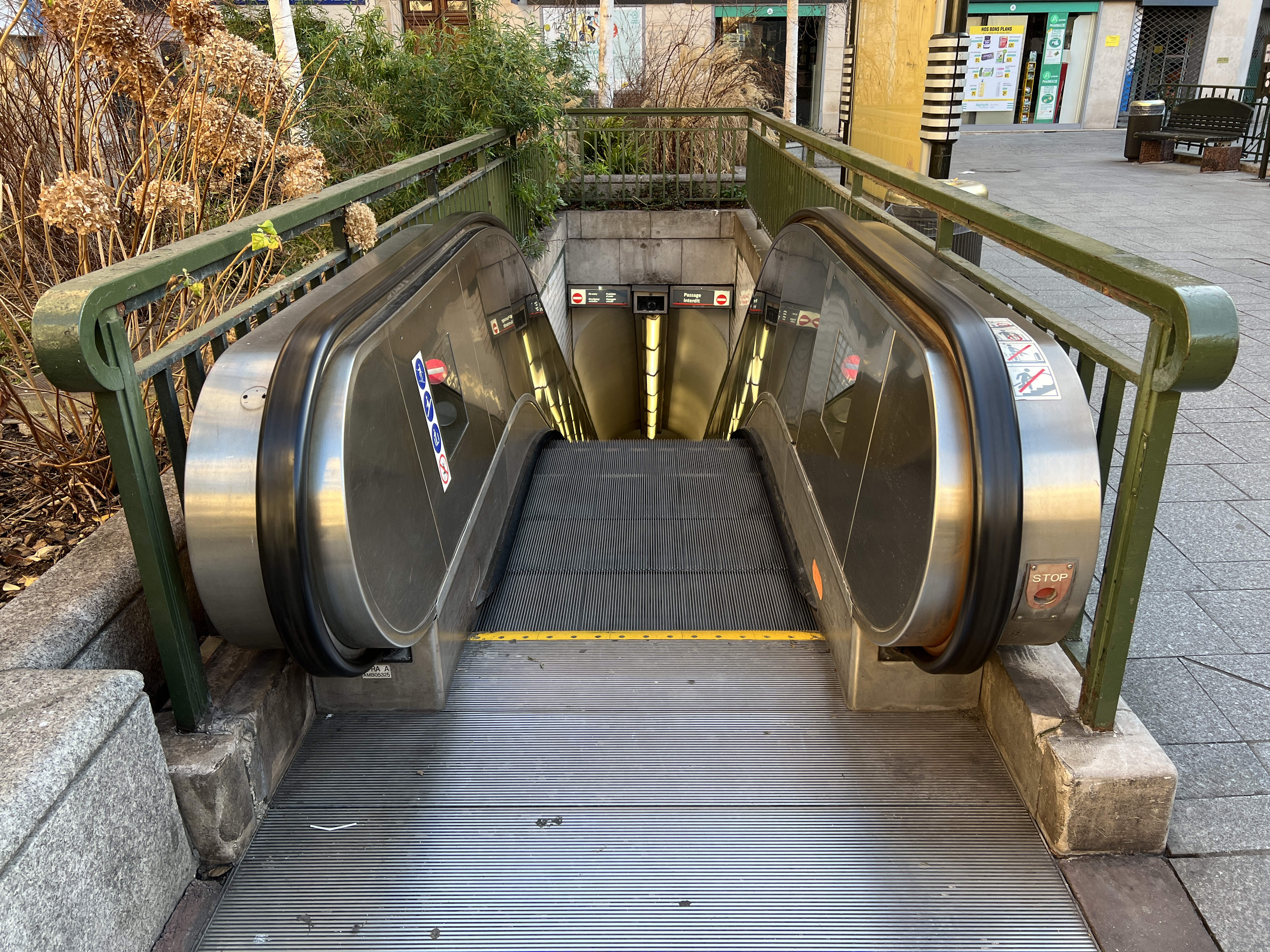
L'escalier mécanique de l'accès no 1.
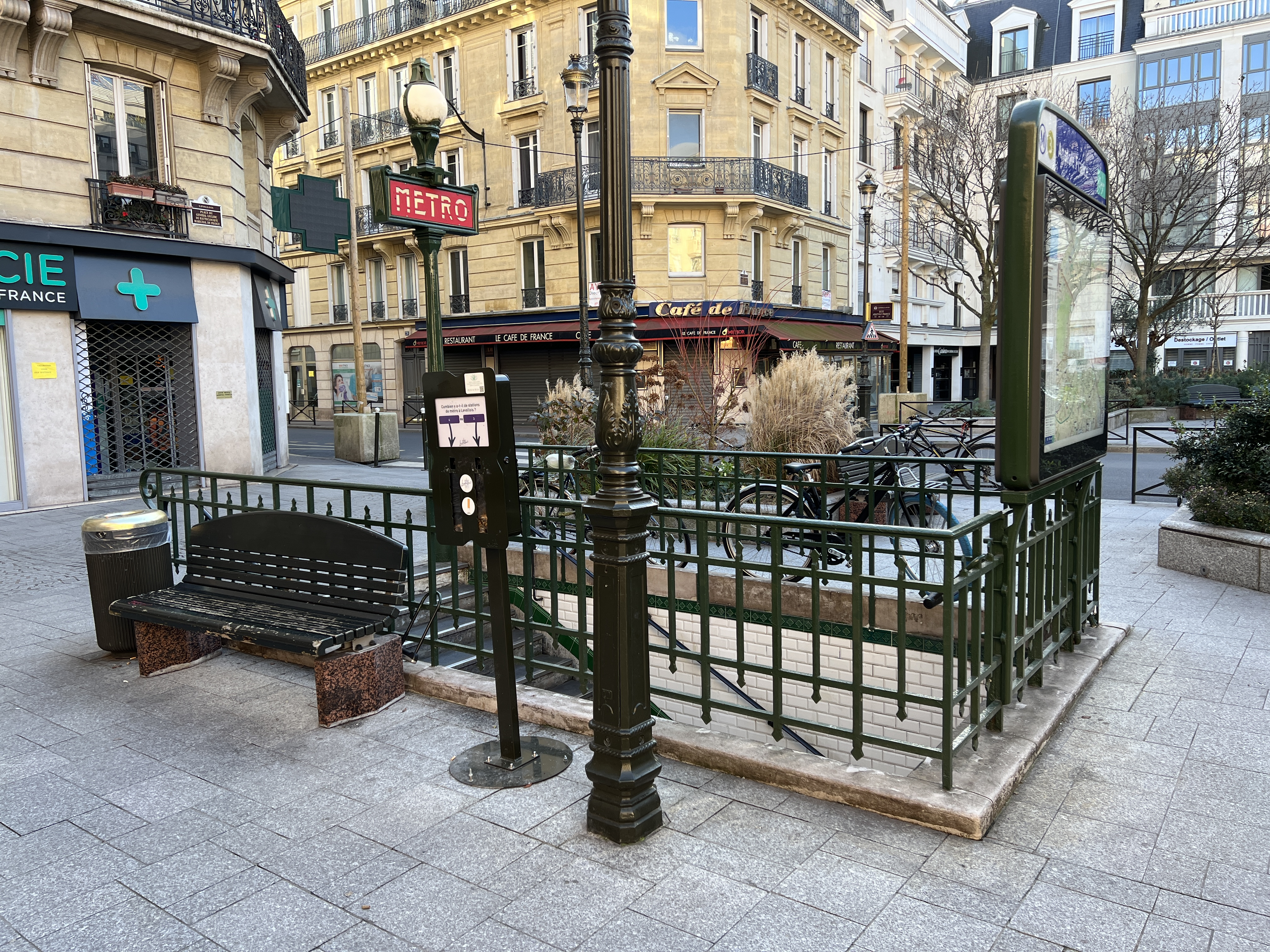
L'accès no 2 « Rue Anatole France ».

.

### Quais
Anatole France est une station de configuration standard : elle possède deux quais de 105 mètres de long, séparés par les voies du métro, et la voûte est elliptique. Elle présente cependant une particularité : les quais sont partiellement décalés en raison de la faible largeur de la rue sous laquelle elle est établie. Les stations Commerce et Liège possèdent, elles, des quais totalement décalés pour la même raison. La décoration est du style utilisé pour la majorité des stations du métro : les bandeaux d'éclairage sont  blancs et arrondis dans le style « Gaudin » du renouveau du métro des années 2000, et les carreaux en céramique blancs biseautés recouvrent les piédroits, la voûte et les tympans. Les cadres publicitaires sont en faïence de couleur miel et le nom de la station est également en faïence. Les sièges sont de style Akiko de couleur jaune.

### Intermodalité
La station est desservie par la ligne 174 du réseau de bus RATP, par la ligne A du réseau municipal « Les Abeilles » et, la nuit, par les lignes N16 et N52 du réseau Noctilien.

## À proximité
- Mairie de Levallois-Perret
- Parc de la Planchette, ouvert au public en 1924
- Temple de la Petite Étoile